# Wilhelm von Rahden
El baró Wilhelm von Rahden (Breslau, 10 d'agost del 1793 – Gotha, 2 de novembre del 1860) va ser un militar i escriptor alemany que participà entre d'altres en la Primera guerra carlina i en deixà un valuós document autobiogràfic.

## Obres
- Cabrera. Erinnerungen aus dem Spanischen Bürgerkrieg. Frankfurt am Main, 1840. Hi ha una edició traduïda al català:
  - Cabrera. Records de la guerra civil espanyola (1833-1840). Salvatella editorial, 2013.
- Wanderungen eines alten Soldaten. Erster Teil. Berlín, 1846
- Wanderungen eines alten Soldaten. Zweiter Teil. Berlín, 1847
- Wanderungen eines alten Soldaten. Dritter Teil. Berlín, 1851. Hi ha una edició resumida en castellà de la part tercera de les seves memòries, en la qual s'han suprimit els capítols on Rahden explica fets de guerra succeïts abans de la seva arribada a Espanya: 
  - Andanzas de un veterano de la Guerra de España (1833–1840). Pamplona, 1965.
- Miguel Gomez. Ein Lebenslichtbild. Berlín, 1859